# Fernando Fernández Martín
Fernando Manuel Fernández Martín (Santa Cruz de La Palma 29 de maig de 1943) és un metge i polític canari. Llicenciat en Medicina i Cirurgia a la Universitat de Navarra (1965). Diplomat en Neurologia (Barcelona, 1966; París, 1967). Especialista en Neurologia i Neurofisiologia Clínica (Navarra, 1968). Doctor en Medicina (1975). Professor associat de Neurologia (Navarra, 1965-1968). Professor adjunt de Patologia Mèdica (La Laguna, 1969-1979); professor titular de Neurologia (Universitat de La Laguna, 1984). Cap del Servei de Neurologia de l'Hospital Universitari de Canàries (1971-1999).
Ha estat diputat al Parlament de Canàries (1983-1994); President del CDS de Canàries (1983-1989); President del Grup parlamentari del PP (1991-1994). President del Govern de Canàries (30 de juliol de 1987 - 28 de desembre de 1988), després de perdre una qüestió de confiança va ser substituït pel seu company Lorenzo Olarte Cullén. Membre del Comitè Executiu Regional del PP (Canàries, 1991-2004) i membre de la seva Junta Directiva Nacional (1994-1999).
Com a diputat al Parlament Europeu (eurodiputat) (des de juny de 1994) pel PP, ha estat Vicepresident de la Comissió de Desenvolupament (1999-2001), Membre de l'Assemblea ACP-UE (1994-2004), Vicepresident de la Delegació del Parlament Europeu per a les relacions amb Amèrica del Sud-Mercosur (2001-2004), President de la Delegació "ad hoc" del Parlament Europeu per a Veneçuela (2003) i per a Bolívia (2004) i membre d'observació electoral del Parlament Europeu en diversos processos electorals en Africa i Amèrica Llatina. Ha rebut el Collaret de l'Orde de les Illes Canàries, la Medalla del Senat d'Espanya i altres condecoracions nacionals i estrangeres.

## Obres
- Canarias a mitad de camino (1991)
- La Europa que yo veo (1996)
- Por la senda europea (1999)
- Islas y Regiones ultraperiféricas de la Unión Europea (2000)
- De Canarias a la Unión Europea (2002)
- Las caras de la pobreza (2005)
- Crónicas de América Latina (2005)